# Babis Stefanidis
Babis Stefanidis (grekiska: Χαράλαμπος "Μπάμπης" Στεφανίδης), egentligen Haralampos Stefanidis, född 8 mars 1981 i Spånga, är en svensk före detta fotbollsspelare som numera är huvudtränare med övergripande ansvar i Åkersberga Österåker United, ett samarbete mellan Åkersberga BK och IFK Österåker. Han spelade som högermittfältare/anfallare.

## Klubbkarriär
Stefanidis moderklubb är Brommapojkarna. Hans seniorkarriär började dock i grekiska Iraklis, där det blev fyra år innan han återvände till Sverige.
Stefanidis blev först uppmärksammad efter ankomsten i juli 2001 till hårdsatsande Djurgårdens IF, där han blev placerad som högeranfallare med tröjnummer 24 i deras 4–3–3-uppställning. Han blev ordinarie på den platsen. Efter att förhandlingarna om att förnya och förlänga kontraktet under sommaren 2004 inte nådde någon lösning blev resultatet att klubben sålde Stefanidis till Brøndby IF där han återförenades med den forne lagkamraten Johan Elmander. Inledningsvis under hösten 2004 fick han hyggligt med speltid, men våren 2005 hade han glidit allt för långt ifrån startelvan.
Tidigt i juli 2005 valde Helsingborgs IF att köpa loss Babis Stefanidis från Brøndby IF. Den första tiden i HIF fick han agera inhoppare, sannolikt på grund av snålt med matchtid sista tiden i Brøndby, men senare blev Stefanidis ordinarie som offensiv högermittfältare. I november 2006 vann laget Svenska cupen vilket var hans tredje cupsegern i karriären - med Djurgårdens IF 2002, med Brøndby IF 2005 och slutligen med Helsingborgs IF 2006. Kontraktet med Helsingborg gällde till och med säsongen 2007.
Den 22 juli 2007 skrev Babis Stefanidis på ett treårigt kontrakt från och med säsongen 2008 med ärkerivalen Malmö FF men den 2 augusti 2007 nåddes en uppgörelse mellan HIF och MFF. Uppgörelsen innebar även att Stefanidis inte spelade i det följande skånederbyt MFF-Helsingborg utan blev spelklar först till Malmö FF:s efterkommande match (borta mot Halmstad 13 augusti). Stefanidis var den första på över fyrtio år att gå direkt från Helsingborgs IF till Malmö FF.
Till följd av hans nya kontrakt med Malmö FF, blev Babis Stefanidis och hans familj hotade till livet. Han valde att senare gå ut och berätta om sina upplevelser i Fotbollsmåndag på TV4.
Under en träning med Malmö FF:s U21-lag bröt Stefanidis benet och var skadad under nästan hela säsongen 2008. Efter skadan kom han inte tillbaka till A-truppen och efter halva säsongen 2009 lånades han ut till Landskrona BoIS.
Den 11 december 2009 blev Stefanidis klar för sin före detta klubb IF Brommapojkarna, som under säsongen 2009 för första gången lyckades stanna kvar i Allsvenskan.
Stefanidis gick 2012 till Akropolis IF, där det endast blev ett år innan han avslutade sin karriär för att satsa på en tränarkarriär.
Under säsongen 2021 tog han upp spelarkarriären genom att börja spela matcher med Åkersberga BKs herrlag i Division 7.

## Landslagskarriär
Stefanidis var under juniortiden given i svenska åldersbestämda landslag. Han gjorde 18 pojklandslagsmatcher och 4 juniorlandslagsmatcher. Det blev dessutom 18 matcher och 3 mål i U21-landslaget, men däremot lyckades han aldrig slå sig in i seniorlandslaget. Det närmsta han kom var en januariturné med ett ungt, allsvenskbaserat landslag, som 2004 spelade Carlsberg cup i Hong Kong. Han spelade då i matchen om tredje pris.

## Meriter
- Svensk cupvinnare (2): 2002 (med DIF) och 2006 (med HIF)
- SM-guld (2) 2002 och 2003 (med DIF)
- Dansk liga- och cupmästare 2005 med Brøndby IF
- B-landslaget: 1 match
- U21-landslaget: 18 matcher. U21-EM 2004 med bronsmatch.
- 4 junior- och 18 pojklandskamper

### Webbkällor
- Babis Stefanidis på Svenska Fotbollförbundets webbplats